# Duolandrevus
Duolandrevus är ett släkte av insekter. Duolandrevus ingår i familjen syrsor.

## Dottertaxa tillDuolandrevus, i alfabetisk ordning[1]
- Duolandrevus aequatorialis
- Duolandrevus amplus
- Duolandrevus balabacus
- Duolandrevus bicolor
- Duolandrevus bodemensis
- Duolandrevus bonus
- Duolandrevus brachypterus
- Duolandrevus coriaceus
- Duolandrevus coulonianus
- Duolandrevus curtipennis
- Duolandrevus deliensis
- Duolandrevus dendrophilus
- Duolandrevus depressus
- Duolandrevus dohrni
- Duolandrevus enatus
- Duolandrevus firmus
- Duolandrevus fruhstorferi
- Duolandrevus gingoogus
- Duolandrevus guntheri
- Duolandrevus hongkongae
- Duolandrevus imitator
- Duolandrevus improvisus
- Duolandrevus intermedius
- Duolandrevus isagorensis
- Duolandrevus ishigaki
- Duolandrevus ivani
- Duolandrevus karnyi
- Duolandrevus kotoshoensis
- Duolandrevus krabi
- Duolandrevus lombokensis
- Duolandrevus longipennis
- Duolandrevus luzonensis
- Duolandrevus major
- Duolandrevus minimus
- Duolandrevus mjobergi
- Duolandrevus modestus
- Duolandrevus mostovskyi
- Duolandrevus nairi
- Duolandrevus palauensis
- Duolandrevus palawanensis
- Duolandrevus pendleburyi
- Duolandrevus praestans
- Duolandrevus rarus
- Duolandrevus rufus
- Duolandrevus sapidus
- Duolandrevus semialatus
- Duolandrevus shilovi
- Duolandrevus soekarandae
- Duolandrevus sonorus
- Duolandrevus sumatranus
- Duolandrevus surdus
- Duolandrevus yaeyamensis
- Duolandrevus yonaguniensis